# نات ترنر
نات تيرنر (بالإنجليزية: Nat Turner)‏ (1800 - 1831) عبد أمريكي وقائد الثورة الوحيدة الفعالة للسود في التاريخ الأمريكي وذلك في أغسطس 1831 حيث نشر الرعب بين البيض الجنوبيين وأشعلت أفعاله موجة جديدة من التشريعات التي منعت التعليم والحركة والتجمع للعبيد وازدادت معارضة مناهضي تحرير العبودية في مؤتمراتهم التي انعقدت في المنطقة حتى قيام الحرب الأهلية الأمريكية.

## نشأته
ولد تيرنر في 2 أكتوبر 1800 كأحد أملاك صاحب ثري لمزرعة صغيرة في منطقة ساوثهامبتون في إحدى أنحاء فرجينيا وأمه كانت عبدة إفريقية نقلت إليه كره العبودية وتعلم القراءة من أحد أبناء سيده وتحمس للدراسات الدينية، وبداية العشرينات من القرن بِيعَ إلى مزارع مجاور ذو وسائل صغيرة، وخلال العقد اللاحق أصبح مبشرا معموديا وازداد حماسه الديني ليصل إلى مرحلة التطرف ورأى نفسه منادى من الله ليقود شعبه من القيود على الحرية وبدأ يلقي بجاذبيته تأثيرا كبيرا على عبيد المزارع المجاورة ونادوه نبيا. وبدأت بوادر الثورة عام 1828 حيث قال أن صوتا أتاه من السماء وأعلن أن الأخير يجب أن يكون أولا ويعني أن العبيد يجب أن يحكموا

## الثورة
في سنة 1831 بعد فترة قصيرة من بيعه إلى حرفي يدعي جوزف ترافيس أتت لتيرنر علامة في شكل كسوف الشمس على أن ساعة الضربة قد حانت وكان هذا في فبراير فبدأ يستولي على السلاح في مركز المحافظة في جيروسالم وبعدها جمع مجنديه على مستنقعات ديسمال 50 كم غربا حيث أصبح القبض عليه صعبا.
في 21 أغسطس 1831 قام هو وسبعة من رفاقه بشن حملة أبادوا فيها ترافيس وعائلته أثناء نومهم وأخذوا طريقهم إلى جيروسالم ويومين ولياليهما وقُتِلَ 55 أبيضا فيها ولم يتركوا أي حي لكن الثورة كانت محكومة بالفشل بسبب عدم الانضباط بين الثوار فكانوا يسرفون في الأكل ومقارعة الخمر مما أدى لتساقطهم من صهوات جيادهم (رغم أن تيرنر نفسه لم يشرب) كذلك فقد هب 75 أسودا فقط لنجدته. كذلك فقد انضم بعضهم قسرا. ومن بين من ماتوا كان هناك 13 رجل و18 امرأة و24 طفل وطفلة.
لكن الضربة القاضية أتت من مقاومة البيض المسلحة عند قدوم ميليشيا الولاية بقوة 3000 رجل وعلى بعد أميال قليلة من مركز المحافظة شُتِّتَ المتمردين أو قُتِلُوا أو اُعْتُقِلُوا وقُتِلَ العديد من العبيد الأبرياء في الأحداث التي تبعت الثورة، وراوغ نات مطارديه لستة أسابيع عديدة قبل أن يُقْبَضَ عليه ويُحَاكَم ويشنق في 11 نوفمبر 1831 .
وضعت ثورة نات حدا للأسطورة الجنوبية بان العبيد خاضعون لمصيرهم وراضون به أو أنهم أكثر خنوعا من أن يقودوا ثورة مسلحة وفي ساوثهمامبتون يقيس السود السنوات على ثورة نات وفي الكنائس التي يرتادها السود بشكل عام في الولاية لم يكن اسم جيروسالم يعني لديهم القدس فقط بل أيضا المكان الذي قط فيه نات تيرنر.

## شعبية ترنر
كتب ف. روي جونسون كتاب ثورة العبيد لنات تيرنر عام 1966 لكن ازدادت شعبية الثائر في العام التالي بعد رواية وليام ستيرون المثيرة للجدل اعترافات نات تيرنر والتي لحقها كتاب في السنة التالية لها لجون ه. كلارك (نات تيرنر لوليام ستيرون: عشرة كتاب سود يردون).